# ROUGH-CUT FIVE
『ROUGH-CUT FIVE』は、RIP SLYMEの2枚目のライブ・ビデオ。2005年4月13日にワーナーミュージック・ジャパンよりリリースされた。

## 概要
SHORTCUTS!以来約2年振りとなる映像作品。2003年から2004年までの間のRip Slymeのパフォーマンスの全貌を2枚Discに集約されている。
収録内容は、DISC 1に『Masterpiece Tour 2004 “ON & OFF”』の映像。『'04 Masterpiece Tour 2004』のライヴ映像＆そのツアーに同行。メンバーOFF STAGEの魅力の全てを収録! DISC 2にはDISC 1以外全部が収録。PV 4作品 「JOINT」「Dandelion」「GALAXY」「黄昏サラウンド」＆メイキング をはじめ、『'03 5万人野外ライヴ “Summer Madness 03”』『'04 “Dance Floor Masive”』『'04 Live In Okinawa』『Ocean's Five』が収録されている
初回限定仕様のみ、2枚組DVD3面デジパック仕様。
フォトブックレット封入やシートステッカー、外付け特典として、メンバーフィギュア5体付オリジナル携帯ストラップ!が封入されている。

## 収録曲
disc 1_rough-cut
1. LIVE：黄昏サラウンド / Dandelion / Unknown / FUNKASTIC / Mellow Morrow / GALAXY / マタ逢ウ日マデ (from MASTERPIECE TOUR 2004 at 日本武道館 2004.12.28)
2. ＋ 全国（東京、大阪、札幌、福岡、広島）MASTERPIECE TOUR 2004 オフステージ ＆ リハーサルショット＋SU画伯（ボーナス）

disc 2_fine-cut
1. LIVE：One / 虹 / STEPPER’S DELIGHT / HOTTER THAN JULY / チェッカー・フラッグ(from SUMMER MADNESS 03 at 国営昭和記念公園 2003.07.20)
2. LIVE：ジグソウル / ミニッツ・メイド / Tokyo Classic / TIME TO GO(from DANCE FLOOR MASSIVE at ZEPP TOKYO 2004.03.16)
3. LIVE：BLUE BE-BOP / VIP SLYME / 楽園ベイべー / JOINT / Super Shooter / GALAXY(from OCEAN'S FIVE at 宜野湾海浜公園屋外劇場 2004.08.07)
4. MUSIC VIDEOS：JOINT / Dandelion / GALAXY / 黄昏サラウンド
5. TV-SPOTS：ORCHESTRA+PLUS / SHORTCUTS! / JOINT / TIME TO GO / Dandelion / GALAXY / 黄昏サラウンド / MASTERPIECE ＋ MUSIC VIDEO メイキング映像 (ボーナス)